# The Lonely Trail
The Lonely Trail is een B-western uit 1936 onder regie van Joseph Kane. Destijds werd de film in Nederland uitgebracht onder de titel Terreur in Texas.

## Verhaal
De film speelt zich af na het einde van de Amerikaanse Burgeroorlog. Benedict Holden is een opportunist die wordt aangewezen als adjudantgeneraal van een kleine stad in Texas. Hij legt een extreem hoge belasting op voor de arme stadsinwoners. Alle burgers die weigeren geld te betalen, worden lastiggevallen en verdreven. Hij wil benoemd worden tot burgemeester van de stad en koopt mensen om die hem de leiderstitel kunnen geven.
Wanneer enkele rebellen in gewapend in opstand komen, voert Holden de krijgswet in. Hij geeft de burgers de opdracht zich over te geven. Ondertussen komt kapitein John Ashley erachter dat zijn beste vriend Dick Terry de leider is van de rebellen. Om die reden keren veel mensen hem de rug toe, waaronder zijn verloofde Virginia Terry. Als John getuige is van de moorden op enkele onschuldige burgers, realiseert hij zich dat Holden een slechterik is. Hij en zijn vriend Jed worden lid van zijn soldaten in de hoop bewijsmateriaal tegen hem te winnen.
Kapitein Hays begint echter te vermoeden dat John niet toegewijd is aan de wil van Holden en test zijn trouw door hem de opdracht te geven Dick te arresteren. Hij doet wat hem gevraagd wordt, maar geeft Dick de kans te ontsnappen. Ze worden echter betrapt door de mannen van Holden, die op Dick het vuur openen. John probeert hem te verdedigen en begint op zijn collega's te schieten, met als gevolg dat Dick ontkomt aan zijn arrestatie en veilig wegkomt. Als hij later meewerkt aan het plan de begrafenis van Dick in scène te zetten, worden hij en de rebellen betrapt. John en Jed worden gearresteerd.
De andere rebellen doen hun uiterste best hen te helpen ontsnappen uit de gevangenis. Ondertussen wordt Holden ondervraagd door de gouverneur van Texas. Totdat John en Jed uit hun cel breken en bewijsmateriaal tegen hem openbaar maken, weet Holden de macht te houden. Hierna duurt het niet lang voordat Holden en Hays worden neergeschoten door hun eigen soldaten, die denken dat zij John en Jed zijn. De gouverneur belooft de stad vervolgens een trouwe burgemeester.

## Rolverdeling
| Acteur                  | Personage                        |
| ----------------------- | -------------------------------- |
| John Wayne              | Kapitein John Ashley             |
| Ann Rutherford          | Virginia Terry                   |
| Cy Kendall              | Adjudantgeneraal Benedict Holden |
| Bob Kortman             | Kapitein Hays                    |
| Fred 'Snowflake' Toones | Snowflake                        |
| Sam Flint               | Gouverneur van Texas             |
| Dennis Moore            | Dick Terry                       |
| Jim Toney               | Jed Calicutt                     |
| Etta McDaniel           | Mammy                            |
| Yakima Canutt           | Bull Horrell                     |